# Taxithelium sublaevifolium
Taxithelium sublaevifolium är en bladmossart som beskrevs av Brotherus och Jean Édouard Gabriel Narcisse Paris 1900. Taxithelium sublaevifolium ingår i släktet Taxithelium och familjen Sematophyllaceae. Inga underarter finns listade i Catalogue of Life.